# Textilene
Il textilene è un materiale sintetico costituito da un intreccio di fibre di poliestere ricoperte da una guaina di PVC, in grado di resistere a sforzi di compressione, strappi, agenti atmosferici e raggi UV.
Il nome TEXTILENE® è un marchio registrato della Twitchell Corporation e deriva dalla parola inglese "textile", ovvero "tessuto".

## Tipologie
Il textilene è classificato in base alla quantità di radiazioni solare che può bloccare:
- Textilene 80: blocca l'80% delle radiazioni solari
- Textilene 90: blocca il 90% delle radiazioni solari

## Applicazioni
Per le sue caratteristiche, è utilizzato spesso come materiale in arredamenti per esterno e per giardino, come rivestimenti di sedie, poltrone, sdraio e amache. È impiegato inoltre per costruire schermi solari e zanzariere.